# Kristin Michelsen

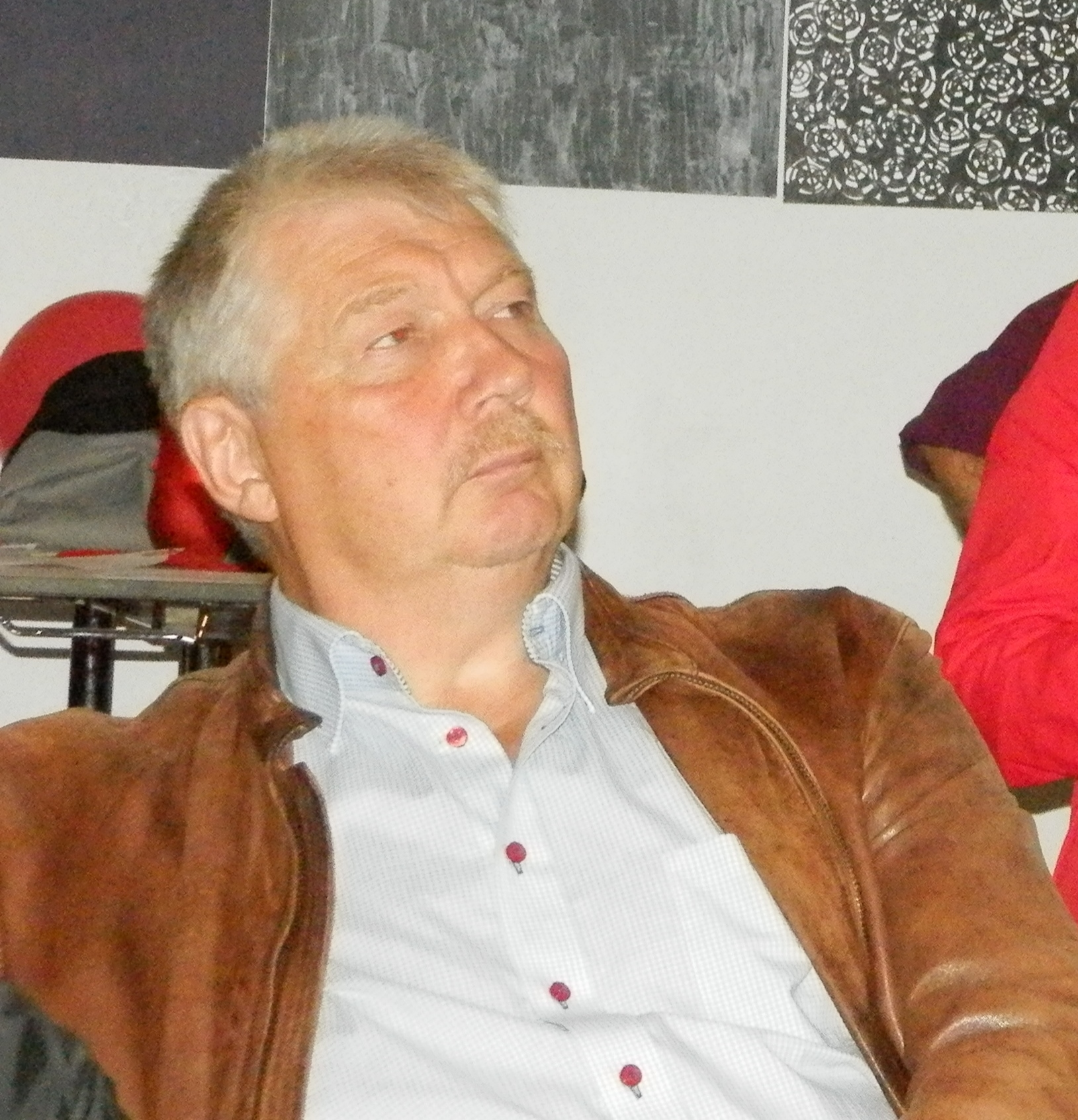
Kristin Michelsen (2015)

Kristin Michelsen (* 30. Juli 1956 in Froðba, Färöer) ist ein färöischer Politiker und Abgeordneter der Sozialdemokraten im Løgting. Kristin Michelsen ist darüber hinaus Bürgermeister der Gemeinde Tvøroyri.

## Leben
Kristin Michelsen wuchs als Sohn von Vilborg und Mikkjal Michelsen auf der südlichsten Insel der Färöer, Suðuroy, auf. Von 1973 bis 1978 war er Mitarbeiter bei der Sjóvinnubank und von 1978 bis 1984 arbeitete er als Zịmmermann. Von 1981 bis 2003 war er Reservepolizist und von 1984 bis 2003 Bevollmächtigter des Sysselmanns für die Südinsel Suðuroy.
Kristin Michelsen ist seit 2001 Bürgermeister (borgarstjóri) der Gemeinde Tvøroyri (Tvøroyrar Kommuna).
Im Jahr 2008 konnte er aufgrund der Geschlechterquote nicht als Kandidat des Javnaðarflokkurin für das Løgting aufgestellt werden, da Jóannes Eidesgaard bereits aufgestellt war. Die sozialdemokratische Hochburg Suðuroy musste sich anschließend bei der Wahl mit einem schwachen Ergebnis zufriedengeben.
Ende Oktober 2011 wurde er als Abgeordneter in das Løgting gewählt, wo er anschließend ebenfalls in zwei Ausschüssen saß.
Als im Jahr 2013 Gerhard Lognberg aus dem Javnaðarflokkurin ausgeschlossen wurde, erklärte Kristin Michelsen, dass viele Wähler ihm gegenüber ihre Unzufriedenheit mit dem Rauswurf zum Ausdruck gebracht hätten und dass er der Parteiführung mitgeteilt habe, dass er selber mit dem Gedanken spiele, aus der Partei auszutreten. Er blieb dann jedoch weiterhin Mitglied.
Im August 2015 kündigte Kristin Michelsen an erneut für das Løgting zu kandidieren, um die Interessen der Südinsel im färöischen Parlament in Tórshavn zu vertreten, und ihm gelang am 1. September 2015 auch die Wiederwahl als Løgtingsabgeordneter.
Bei der Verteilung der Parlamentsausschusssitze Mitte September 2015 erhielt er den Vorsitz im Justizausschuss sowie einen Sitz im Finanzausschuss.

## Privatleben
Kristin Michelsen ist mit Joan N. Michelsen aus Hvalba verheiratet und die beiden haben eine gemeinsame Tochter. Der aus Froðba stammende bekannte färöische Dichter Poul F. Joensen ist sein Großvater. Kristin Michelsen lebt mit seiner Familie in Froðba und ist dort ebenfalls Vorsitzender des Rudervereins „Froðbiar Sóknar Róðrarfelag“.